# Buca pontaia

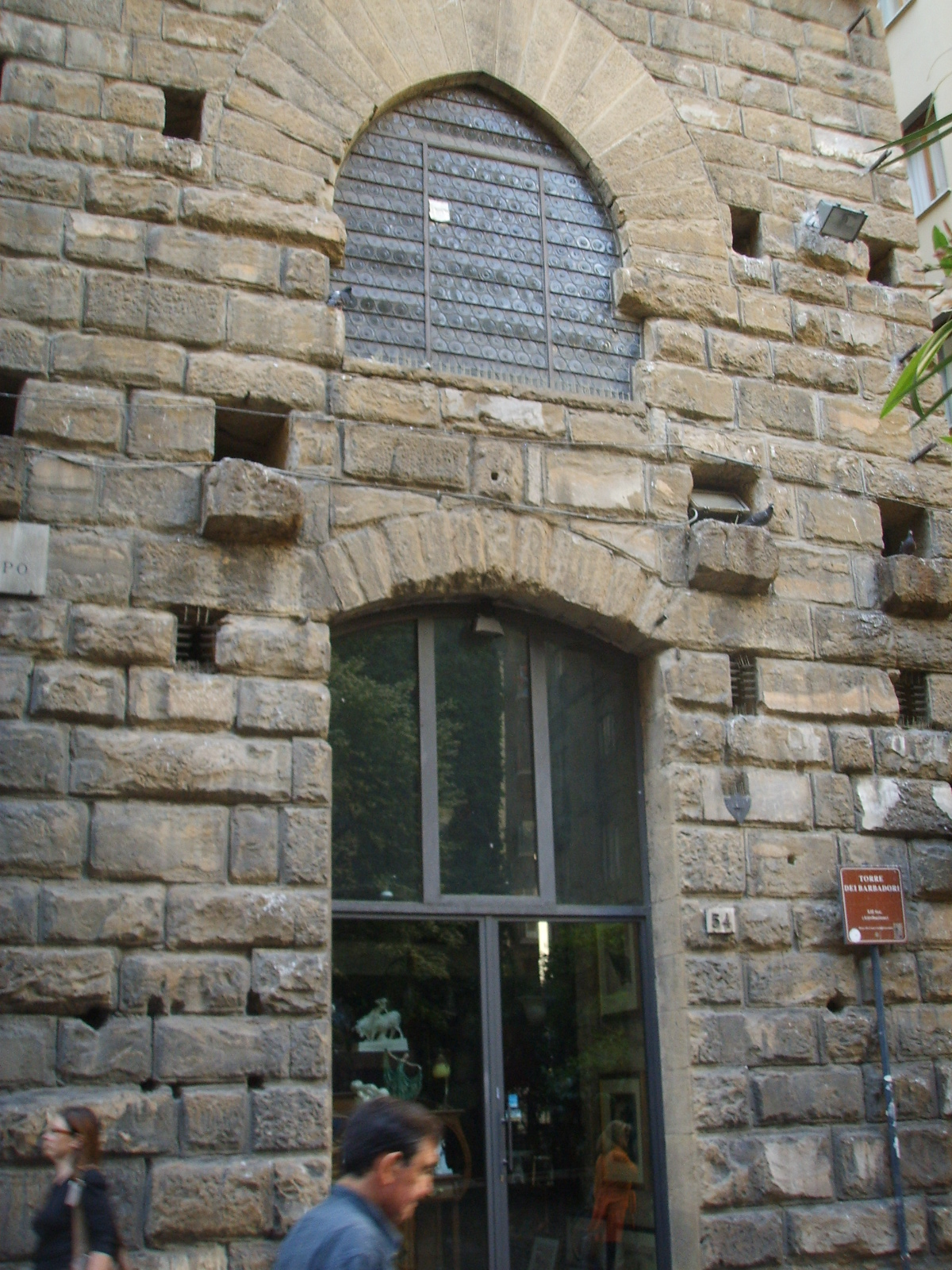
Edificio medievale (torre dei Barbadori) con buche pontaie

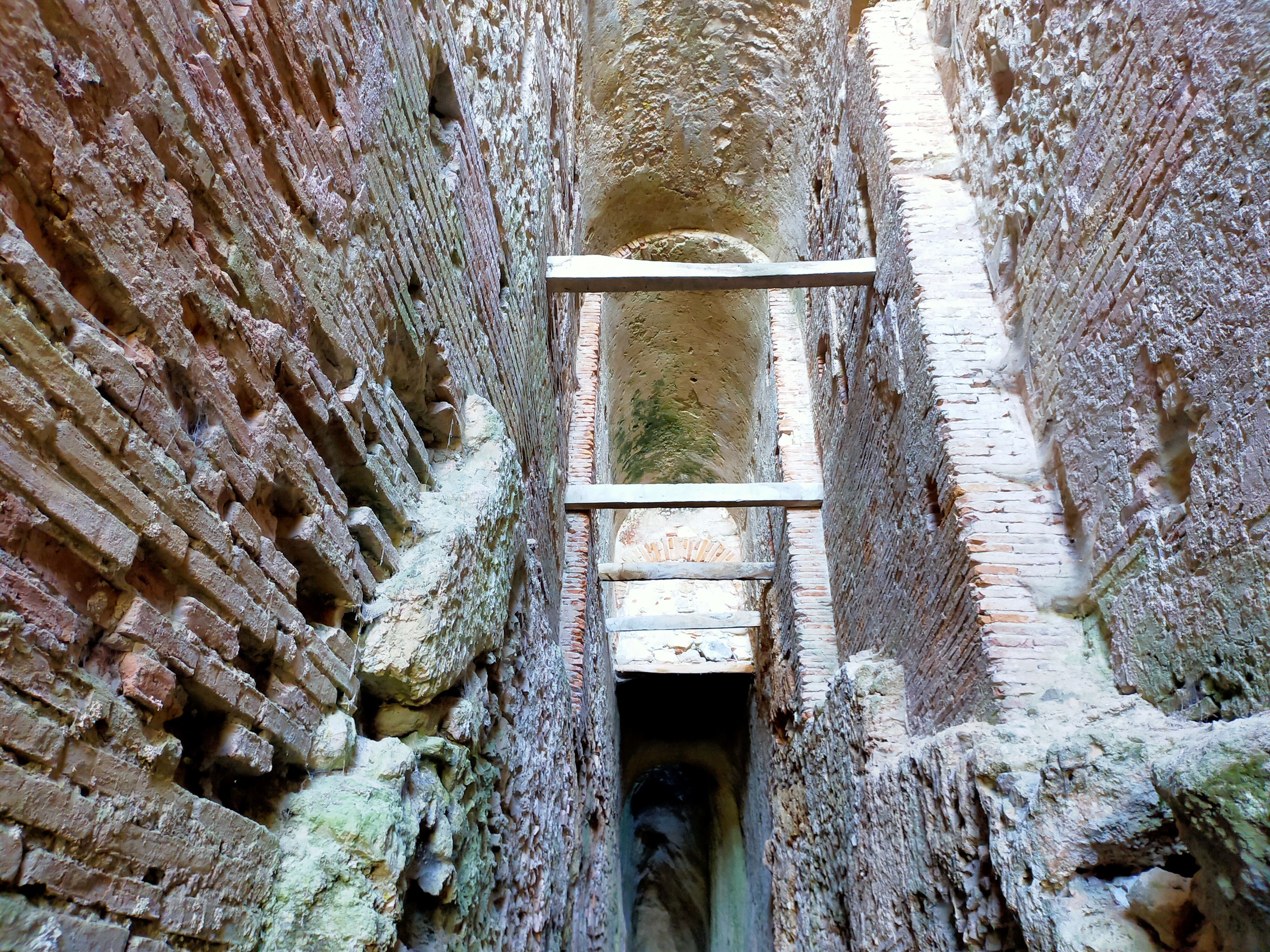
Opera di epoca romana (Cunicoli di Claudio) con buche e travi

Una buca pontaia è un buco fatto intenzionalmente in una muratura per sostenere un'impalcatura di ponteggio. Le buche pontaie si trovano soprattutto nelle opere dell'edilizia medievale, sebbene esistano almeno dall'epoca romana.
La buca pontaia è detta anche "foro da ponte".
Le buche pontaie, come dice il nome stesso, venivano usate per conficcare i pali dei "ponti" (cioè delle impalcature) usati per completare le costruzioni particolarmente alte. Per realizzarle bastava semplicemente sostituire ad alcune pietre le estremità di travi in legno, che finivano così murate nell'insieme e solo in un secondo momento venivano tolte, lasciando aperta una buchetta che poteva anche essere colmata.
Esistevano poi delle buche pontaie non provvisorie, spesso provviste di mensola lapidea alla base, che, soprattutto nell'edilizia residenziale (in particolare nelle case-torri), venivano usate per sostenere le travi di ballatoi esterni, antesignani dei balconi, che ampliavano la superficie calpestabile.
Con l'affinamento delle tecniche di edilizia e le nuove esigenze decorative di facciate e prospetti esterni, si iniziò a colmare sempre più frequentemente le buche pontaie, che per lo più scomparvero col Rinascimento, per riapparire fugacemente solo nell'edilizia neomedievale dell'Ottocento, come citazione, anche se decontestualizzata da un reale uso.
Particolare rilievo hanno le buche pontaie nell'edilizia storica e nell'architettura dell'Italia meridionale, dove in molte aree, praticamente tutti gli edifici costruiti prima dell'avvento del cemento armato presentavano le buche pontaie lasciate in vista.